# Ficción criminal

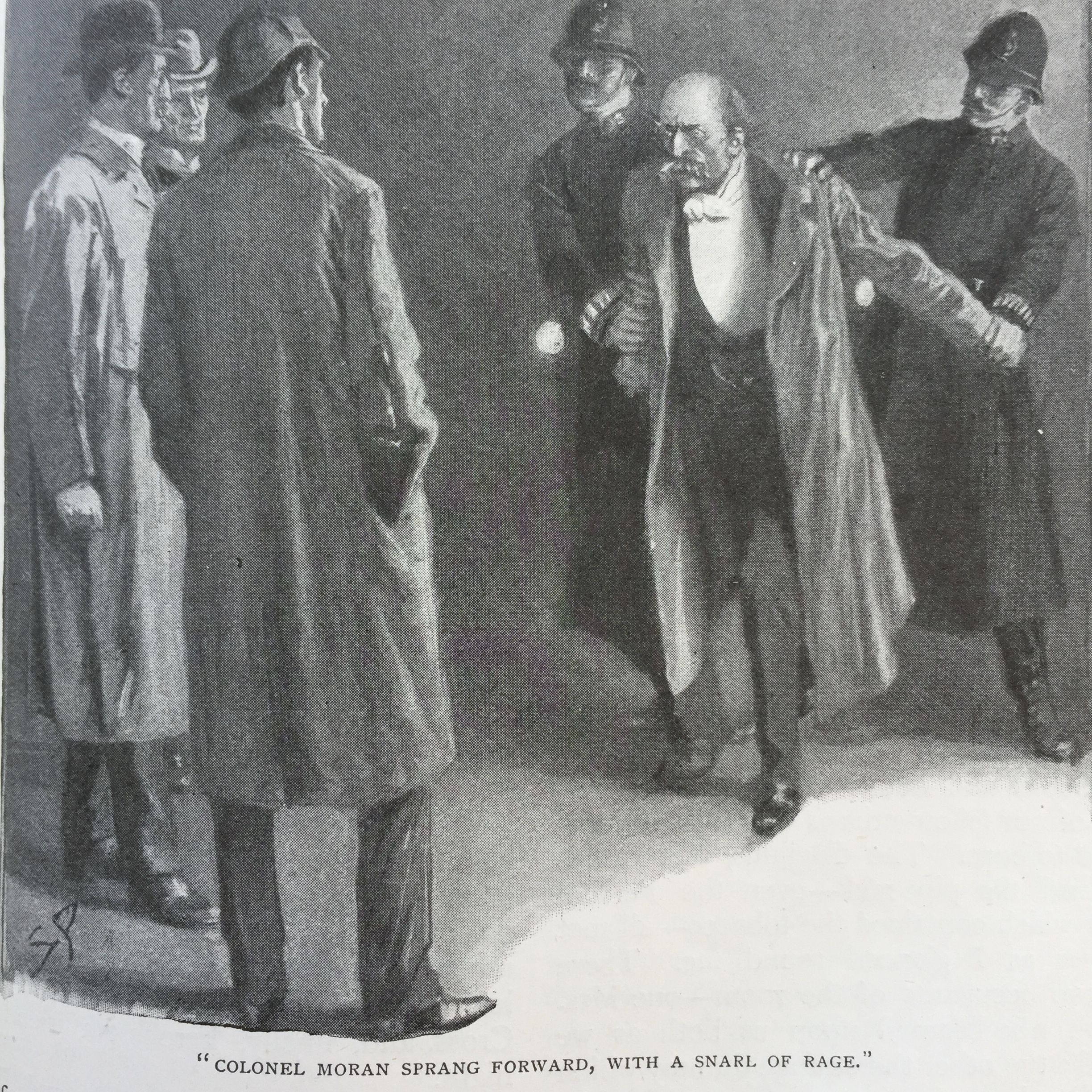
Sherlock Holmes, tercero desde la izquierda, héroe de la novela criminal, supervisa la detención de un criminal; el personaje de Holmes popularizó el género de la novela de ficción criminal.

Ficción criminal, novela detectivesca, novela de misterio y novela policíaca son términos utilizados para describir narraciones que se centran en actos criminales y, especialmente, en la investigación, por parte de un detective aficionado o profesional, de un crimen, a menudo un asesinato. Suele distinguirse de la ficción convencional y de otros géneros como la ficción histórica o la ciencia ficción, pero los límites son indistintos. La ficción criminal tiene múltiples subgéneros, entre los que se incluyen la ficción detectivesca (como el whodunit), la ficción hard-boiled y los thrillers o suspenso legales. La mayoría de las novelas policíacas se centran en la investigación de delitos y no se desarrollan en los tribunales. El suspense y el misterio son elementos clave casi omnipresentes en el género.

## Historia
Las mil y una noches contiene los primeros ejemplos conocidos de ficción criminal. Un ejemplo de relato de este género es el cuento árabe medieval de "Las tres manzanas", uno de los relatados por Scheherazade en Las mil y una noches. En este cuento, un pescador descubre un pesado cofre cerrado a lo largo del río Tigris y se lo vende al califa abasí Harun al-Rashid, quien lo hace abrir para encontrar en su interior el cadáver de una joven descuartizada. Harun ordena a su visir, Ja'far ibn Yahya, que resuelva el crimen y encuentre al asesino en un plazo de tres días, su pena de ser ejecutado si fracasa en su misión. La historia se ha descrito como una novela policíaca de misterio y asesinato con múltiples giros en la trama y elementos de novela policíaca.
Otros dos relatos de Las mil y una noches, "El mercader y el ladrón" y "Ali Khwaja", contienen a dos de los primeros detectives de ficción, que descubren pistas y presentan pruebas para atrapar o condenar a un criminal. En esta última, el protagonista, el detective Ali Khwaja, presenta las pruebas de testigos expertos ante un tribunal. "El cuento del jorobado" es otro de los primeros dramas judiciales, presentado como una comedia de suspense.
La primera novela policíaca moderna que se conoce es "Mademoiselle de Scudéri", de E. T. A. Hoffmann, de 1819. Asimismo, la obra anónima Richmond, or stories in the life of a Bow Street Officer, aunque algunos investigadores la atribuyen a Thomas Skinner Sturr o a Thomas Gaspey data de 1827; otra de las primeras novelas cortas del género es The Rector of Veilbye, del danés Steen Steensen Blicher, publicada en 1829. Otro ejemplo de detección de crímenes se encuentra en el relato The Knife (El cuchillo), de Letitia Elizabeth Landon, publicado en 1832, aunque aquí la verdad queda en entredicho al final.  
Más conocidas son las primeras y oscuras obras de Edgar Allan Poe. Su brillante y excéntrico detective C. Auguste Dupin, precursor del Sherlock Holmes de Arthur Conan Doyle, apareció en obras como "Los crímenes de la calle Morgue" (1841), "El misterio de Marie Rogêt" (1842) y "La carta robada" (1844). Con sus relatos de Dupin, Poe creó el marco de la novela policíaca clásica. El compañero anónimo del detective es el narrador de las historias y un prototipo para el personaje del Dr. Watson en las historias posteriores de Sherlock Holmes. La novela epistolar de Wilkie Collins "La mujer de blanco" se publicó en 1860, mientras que "La piedra lunar" de 1868 suele considerarse su obra maestra. Monsieur Lecoq (1868), del francés Émile Gaboriau, sentó las bases del detective metódico y científico.

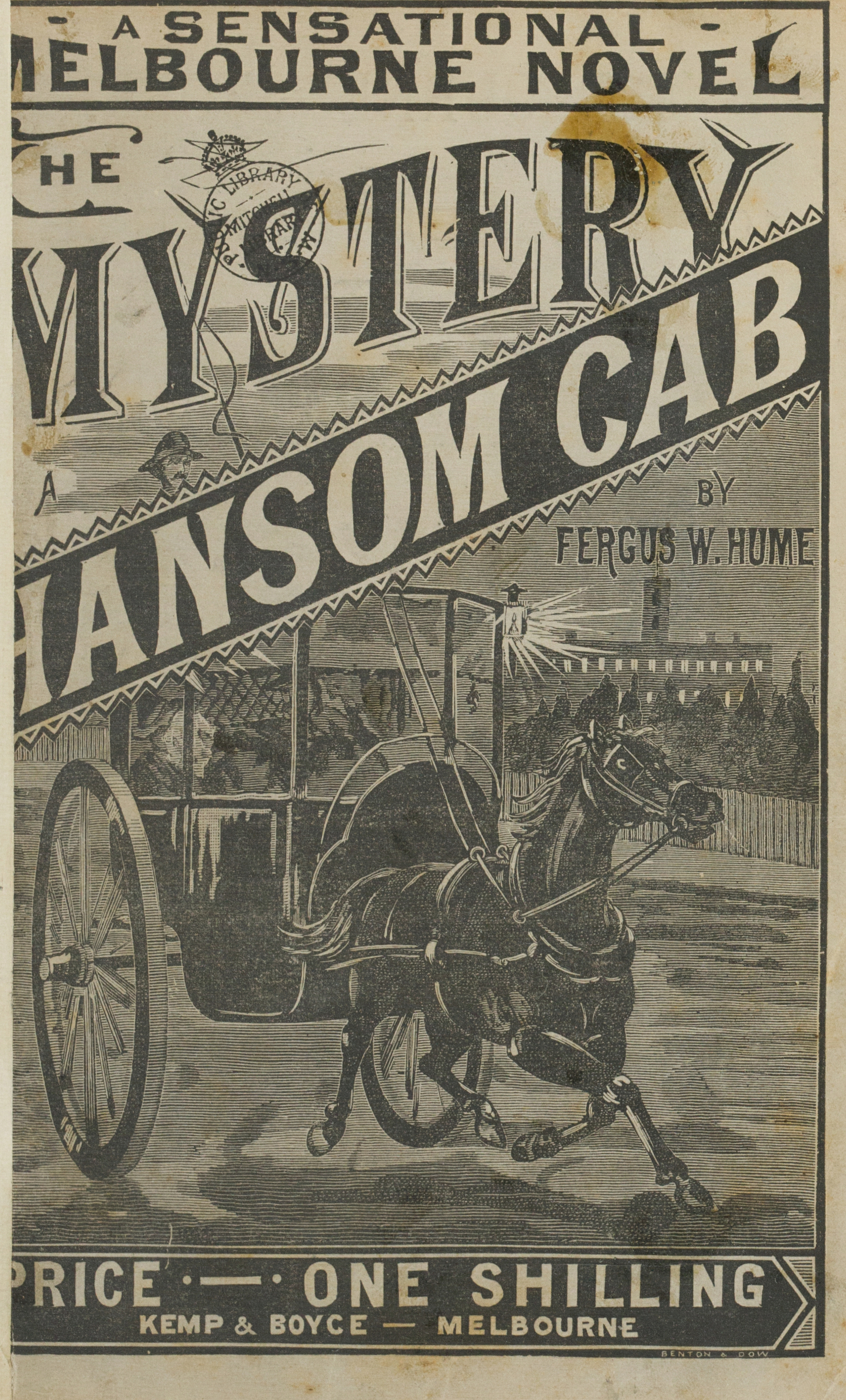
Portada de "The mystery of a hansom cab", escrito por Fergus W. Hume.

La evolución de los misterios a puerta cerrada fue uno de los hitos de la historia de la novela policial. Se dice que los misterios de Sherlock Holmes de Doyle fueron los únicos responsables de la enorme popularidad de este género. Un precursor fue Paul Féval, cuya serie Les Habits Noirs (1862-67) presenta detectives de Scotland Yard y conspiraciones criminales. La novela negra más vendida del siglo XIX fue The Mystery of a Hansom Cab (1886), de Fergus Hume, ambientada en Melbourne (Australia).
La evolución de los medios de comunicación de masas impresos en el Reino Unido y Estados Unidos en la segunda mitad del siglo XIX fue crucial para la popularización de la novela policíaca y géneros afines. Las revistas literarias "de variedades", como Strand, McClure's y Harper's, se convirtieron rápidamente en un elemento central de la estructura y función generales de la ficción popular en la sociedad, al proporcionar un medio de producción masiva que ofrecía publicaciones baratas e ilustradas que eran esencialmente desechables.
Al igual que las obras de muchos otros importantes escritores de ficción de su época -por ejemplo, Wilkie Collins y Charles Dickens-, las historias de Sherlock Holmes de Arthur Conan Doyle aparecieron por primera vez en forma de folletín en la revista mensual Strand del Reino Unido. La serie atrajo rápidamente a un público amplio y apasionado a ambos lados del Atlántico, y cuando Doyle mató a Holmes en "El problema final", el clamor del público fue tan grande, y las ofertas de publicación de más historias tan atractivas, que se vio obligado a resucitarlo a regañadientes.
En Italia, las primeras traducciones de relatos ingleses y estadounidenses y obras locales se publicaban en tapas amarillas baratas, por lo que el género fue bautizado con el término libri gialli o libros amarillos. El género fue prohibido por los fascistas durante la Segunda Guerra Mundial, pero se popularizó después de la guerra, sobre todo por la influencia de la escuela estadounidense de novela negra hard-boiled. Surgió un grupo de escritores italianos que utilizaron el formato policíaco para crear una novela antidetectivesca o posmoderna en la que los detectives son imperfectos, los crímenes suelen quedar sin resolver y las pistas se dejan al lector para que las descifre. Entre los escritores más famosos se encuentran Leonardo Sciascia, Umberto Eco y Carlo Emilio Gadda.
En España, "El clavo y otros cuentos de misterio y crimen" fue publicado por Pedro Antonio de Alarcón en 1853. La novela de ficción criminal en España (también prohibida en la España franquista) adquirió unas características especiales que reflejaban la cultura del país. Los escritores españoles hacían hincapié en la corrupción y la ineptitud de la policía, y describían a las autoridades y a los ricos en términos muy negativos.
En China, la novela de ficción criminal es una importante tradición literaria, con obras que se remontan a las dinastías Song y Ming. La novela policíaca china moderna surgió en la década de 1890, influida también por las traducciones de obras extranjeras. Cheng Xiaoqing, considerado el "Gran Maestro" de la novela policíaca china del siglo XX, tradujo a Sherlock Holmes al chino clásico y vernáculo. A finales de la década de 1910, Cheng comenzó a escribir su propia serie de ficción policíaca, Sherlock en Shanghái, imitando el estilo de Conan Doyle, pero adaptándose mejor al público chino. Durante la era Mao, la ficción policíaca fue suprimida y era principalmente de estilo soviético y anticapitalista. En la era posterior a Mao, la novela criminal en China se centró en la corrupción y las duras condiciones de vida durante la era Mao (como la Revolución Cultural).

## Psicología
La ficción criminal tiene un impacto psicológico único en los lectores y les permite convertirse en testigos mediatos al identificarse con los testigos presenciales de un crimen. Los lectores hablan de la novela policíaca como un modo de evasión para hacer frente a otros aspectos de sus vidas. La novela policíaca proporciona distracción de la vida personal de los lectores a través de una narrativa fuerte desde una distancia cómoda. Se ha hecho referencia a las novelas policíacas forenses como "terapia de distracción", proponiendo que la novela policíaca puede mejorar la salud mental y ser considerada como una forma de tratamiento para prevenir la depresión.

## Categorías
- La ficción detectivesca es un subgénero de la ficción policíaca y de misterio en el que un investigador o detective -profesional, aficionado o retirado- investiga un crimen, a menudo un asesinato.
- El misterio acogedor es un subgénero de la ficción detectivesca en el que la blasfemia, el sexo y la violencia se minimizan o se tratan con humor.
- El whodunit, la forma más común de ficción detectivesca, presenta una historia compleja, guiada por la trama, en la que se proporcionan al lector pistas a partir de las cuales se puede deducir la identidad del autor del crimen antes de que se revele la solución al final del libro.
- El whodunit histórico es también un subgénero de la ficción histórica. El escenario de la historia y el crimen tienen algún significado histórico.
- El misterio de habitación bajo llave es un tipo especializado de whodunit en el que el crimen se comete en circunstancias aparentemente imposibles, como una habitación cerrada, en la que ningún intruso podría haber entrado o salido.
- La escuela hardboiled estadounidense se distingue por la representación poco sentimental del sexo y la violencia; el detective también suele enfrentarse al peligro y ejercer la violencia.
- La novela policíaca es una historia en la que el detective es un miembro de la policía, por lo que las actividades de un cuerpo policial suelen representarse de forma convincente.
- La ficción criminal forense es similar al procedimiento policial. El investigador al que sigue el lector suele ser un médico forense o un patólogo; debe utilizar las pruebas forenses dejadas en el cuerpo y en la escena del crimen para atrapar al asesino. Patricia Cornwell fue la primera en introducir este subgénero.
- En un thriller jurídico, los personajes principales son abogados y sus empleados, y se ven envueltos en la prueba de sus casos.
- En las novelas de espías, los personajes principales son espías que suelen trabajar para una agencia de inteligencia.
- El "caper story" (historia policial humorística) y la novela criminal son historias contadas desde el punto de vista de los delincuentes.
- El thriller psicológico o suspense psicológico, un subgénero específico del thriller, también incorpora elementos de la ficción detectivesca, ya que el protagonista debe resolver el misterio del conflicto psicológico que se presenta en estas historias.
- La parodia utiliza el humor o el sarcasmo.
- En el thriller policial, los personajes centrales están implicados en el crimen, ya sea en su investigación, como autores o, menos comúnmente, como víctimas.

### Autores con seudónimo
A lo largo de la historia de la ficción criminal, algunos autores se han mostrado reacios a publicar sus novelas con su nombre real. Más recientemente, algunos publican de forma seudónima por la creencia de que, dado que los grandes libreros conocen sus cifras históricas de ventas y ejercen cierta influencia sobre los editores, la única forma de "salirse" de sus actuales cifras de avance es publicar como alguien sin historial.
A finales de los años treinta y cuarenta, el juez británico Arthur Alexander Gordon Clark (1900-1958) publicó varias novelas policíacas bajo el seudónimo de Cyril Hare, en las que hacía uso de sus amplios conocimientos del sistema judicial inglés. Cuando aún era joven y desconocido, el galardonado novelista británico Julian Barnes (nacido en 1946) publicó algunas novelas policíacas bajo el alias de Dan Kavanagh. Otros autores se deleitan con sus alter ego; Ruth Rendell (1930-2015) escribe un tipo de novelas policíacas como Ruth Rendell y otro como Barbara Vine; John Dickson Carr también utilizó el seudónimo Carter Dickson. El escritor Evan Hunter (que a su vez era un seudónimo) escribió sus novelas policíacas bajo el nombre de Ed McBain.

## Disponibilidad

### Calidad
Como ocurre con cualquier otra entidad, la calidad de un libro de novela policial no guarda una proporción significativa con su disponibilidad. Algunas de las novelas policíacas generalmente consideradas las mejores, incluidas las elegidas regularmente por los expertos como pertenecientes a las 100 mejores novelas policíacas jamás escritas, han estado agotadas desde su primera publicación, que a menudo se remonta a los años veinte o treinta. La mayor parte de los libros que se pueden encontrar hoy en día en las estanterías con la etiqueta "Crimen" consiste en primeras publicaciones recientes, que no suelen tener más de unos pocos años.

### Clásicos y los más vendidos
Además, sólo unos pocos autores han alcanzado la categoría de "clásicos" por sus obras publicadas. Un clásico es cualquier texto que pueda ser recibido y aceptado universalmente, porque trasciende el contexto. Un ejemplo conocido y popular es Agatha Christie, cuyos textos, publicados originalmente entre 1920 y su muerte en 1976, están disponibles en ediciones británicas y estadounidenses en todos los países de habla inglesa. Las obras de Christie, protagonizadas sobre todo por los detectives Hércules Poirot o Miss Jane Marple, le han valido el título de Reina del Crimen y la han convertido en una de las escritoras más importantes e innovadoras en el desarrollo del género. Entre sus novelas más famosas figuran Asesinato en el Expreso de Oriente (1934), Muerte en el Nilo (1937) y el best seller mundial de misterio Y no quedó ninguno (1939).
Otros autores contemporáneos de menos éxito que siguen escribiendo han visto reeditadas sus obras anteriores, debido a la abrumadora popularidad actual de los textos de novela policial entre el público. Un ejemplo es Val McDermid, cuyo primer libro apareció ya en 1987; otro es el autor Carl Hiaasen, que lleva publicando libros desde 1981, todos ellos fácilmente disponibles.

### Resurgimientos
Cada cierto tiempo, las editoriales deciden, con fines comerciales, resucitar a autores largamente olvidados y reeditar una o dos de sus novelas de mayor éxito comercial. Aparte de Penguin Books, que para ello ha recurrido a su vieja cubierta verde y ha desenterrado a algunos de sus autores de época. Pan inició en 1999 una serie titulada "Pan Classic Crime", que incluye un puñado de novelas de Eric Ambler, pero también Last Seen Wearing ...., de la estadounidense Hillary Waugh. En 2000, Canongate Books, con sede en Edimburgo, inició una serie titulada "Canongate Crime Classics" -tanto whodunnits como roman noir sobre la amnesia y la locura- y otras novelas. Sin embargo, los libros publicados por editoriales más pequeñas, como Canongate Books, no suelen estar disponibles en las grandes librerías ni en las librerías extranjeras. Desde 2012, la Biblioteca británica ha empezado a reeditar clásicos del crimen "perdidos", y en su sitio web se refiere a la colección como "British Library Crime Classics series" (Clásicos del crimen de la Biblioteca Británica).
A veces son los guionistas y directores, y no las editoriales, quienes recuperan novelas policíacas antiguas. En muchos de estos casos, las editoriales siguen el ejemplo y lanzan una edición llamada "film tie-in", que muestra una imagen de la película en la portada y los créditos de la película en la contraportada del libro, otra estrategia de marketing dirigida a los cinéfilos que quieran hacer ambas cosas: primero leer el libro y luego ver la película (o viceversa). Algunos ejemplos recientes son El talento de Mr. Ripley, de Patricia Highsmith (publicado originalmente en 1955), Sliver, de Ira Levin (1991), cuya portada muestra una escena de sexo tórrido entre Sharon Stone y William Baldwin sacada directamente de la película de 1993, y American Psycho, de Bret Easton Ellis (1991). Sin embargo, Bloomsbury Publishing PLC ha lanzado lo que denomina "Bloomsbury Film Classics", una serie de novelas originales en las que se basaron largometrajes. Esta serie incluye, por ejemplo, la novela de Ethel Lina White The Wheel Spins (La rueda gira, 1936), que Alfred Hitchcock -antes de irse a Hollywood- convirtió en una película muy apreciada titulada The Lady Vanishes (La dama desaparece, 1938), y el thriller de ciencia ficción de Ira Levin (nacido en 1929) The Boys from Brazil (Los chicos de Brasil, 1976), que se rodó en 1978.
A menudo se pueden recuperar novelas antiguas de la base de datos del Proyecto Gutenberg, en constante crecimiento.